# Vrouwtje van Gouda
Vrouwtje van Gouda (Kvinnan i Gouda), död efter juni 1572, är medelpunkt i en känd historia från det Spansk-nederländska kriget. 
Den 21 juni 1572 ockuperade protestanterna stadshuset i Gouda, och den katolske borgmästaren tvingades fly. Kvinnan, som beskrivs som en fattig tiggaränka men vars namn inte är bevarat, ska ha visat honom ett gömställe: då han frågade om det var säkert, sade hon att hon visste det eftersom hennes man många gånger gömt sig där undan borgmästaren. Detta blev en mycket populär anekdot om krigets dagar inom litteraturen och skildrades flitigt från 1572 och framåt. Inom propagandan har handlingen ibland tolkats i religiösa termer, men det finns inget som tyder på att kvinnan tog ställning i den religiösa frågan.    